# Gmina Stanin
Die Gmina Stanin ist eine Landgemeinde im Powiat Łukowski der Woiwodschaft Lublin in Polen. Ihr Sitz ist das gleichnamige Dorf mit etwa 800 Einwohnern.

## Gliederung
Zur Landgemeinde (gmina wiejska) Stanin gehören folgende 29 Ortschaften mit einem Schulzenamt:
Aleksandrów
Anonin
Borowina
Celiny Szlacheckie
Celiny Włościańskie
Gózd
Jarczówek
Jeleniec
Jonnik
Józefów
Kierzków
Kij
Kopina
Kosuty
Lipniak
Niedźwiadka
Nowa Wróblina
Nowy Stanin
Ogniwo
Sarnów
Stanin
Stara Gąska
Stara Wróblina
Tuchowicz
Wesołówka
Wnętrzne
Wólka Zastawska
Zagoździe
Zastawie
Weitere Orte der Gemeinde sind:
Jedlanka
Jeleniec-Osada
Kierzków-Kolonia
Kij-Kolonia
Kolonia Celiny Włościańskie
Kolonia Kosuty
Kujawy-Kolonia
Kujawy-Osada
Niedźwiadka-Osada
Piaski
Próchnica
Sachalin
Stajki
Stanisławów
Tuchowicz-Kolonia
Zastawie-Kolonia
Zawodzie
Zawywozie
Złota Róża